# NCT 127: THE LOST BOYS
『NCT 127: THE LOST BOYS』（エヌシーティーイチニナナ ザ・ロストボーイズ）は2023年8月30日よりDisney+で配信されている韓国の男性アイドルグループNCT 127のドキュメンタリー番組。

## 概要
次世代グローバルグループNCT 127の成功と軌跡を振り返る、全4話構成によるドキュメンタリー・シリーズ。
NCT 127のメンバーであるテイル、ジャニー、テヨン、ユウタ、ドヨン、ジェヒョン、ジョンウ、マーク、ヘチャンが、世界のさまざまな都市で育ったそれぞれの幼少期を振り返る。
世界的な成功を収めているグループの一員であることに対する思い、そしてその中で直面した思いがけない困難や葛藤を描く。
各話ごとに、グループのメンバー数人に焦点を当て、自身の過去について語る独占映像や未公開インタビューなどを紹介する。
夢を手にするまでの知られざる道のりと、メンバーの成長の記録がアニメーションやライブ映像、インタビューを交えて描かれる。
キャッチコピーは「ボクたちのネバーランドへ、ご招待します」。

## 配信内容

### 予告編
| 公開日       | タイトル                                                                           | 備考             |
| ------------ | ---------------------------------------------------------------------------------- | ---------------- |
| 2023年8月1日 | メンバーが初めて子供時代を語る！NCT 127の世界的成功に迫るドキュメンタリー          | ティーザー予告編 |
| 2023年8月7日 | 世界で活躍する次世代グローバルK-POPグループ「NCT 127」独占映像＆未公開インタビュー | 本予告           |

### 本編
| # | 題名 副題                                                         | 配信日  |
| --- | ----------------------------------------------------------------- | ------- |
| 1 | 第一章 すべての少年に冒険のストーリーがある                       | 8月30日 |
| カナダ出身のマーク、最年少メンバーのヘチャンの子供時代を振り返る。                                   |                                                                   |         |
| 2 | 第二章 大人になると飛び方を忘れる                                 | 8月30日 |
| 日本出身のユウタ、最年長メンバーのテイルの子供時代を振り返る。                                       |                                                                   |         |
| 3 | 第三章 ネバーランドは人によって違う、だが家族のような共通点がある | 9月6日  |
| ジェヒョンはスタンダップコメディの形式で、ジョンウはピエロの扮装で、ドヨンは歌で子供時代を振り返る。 |                                                                   |         |
| 4 | 第四章 少年たちは成長し語るべきことはなくなった                   | 9月6日  |
| アメリカ出身のジャニー、リーダーのテヨンが子供時代を振り返る。                                       |                                                                   |         |